# Teo, A Coruña

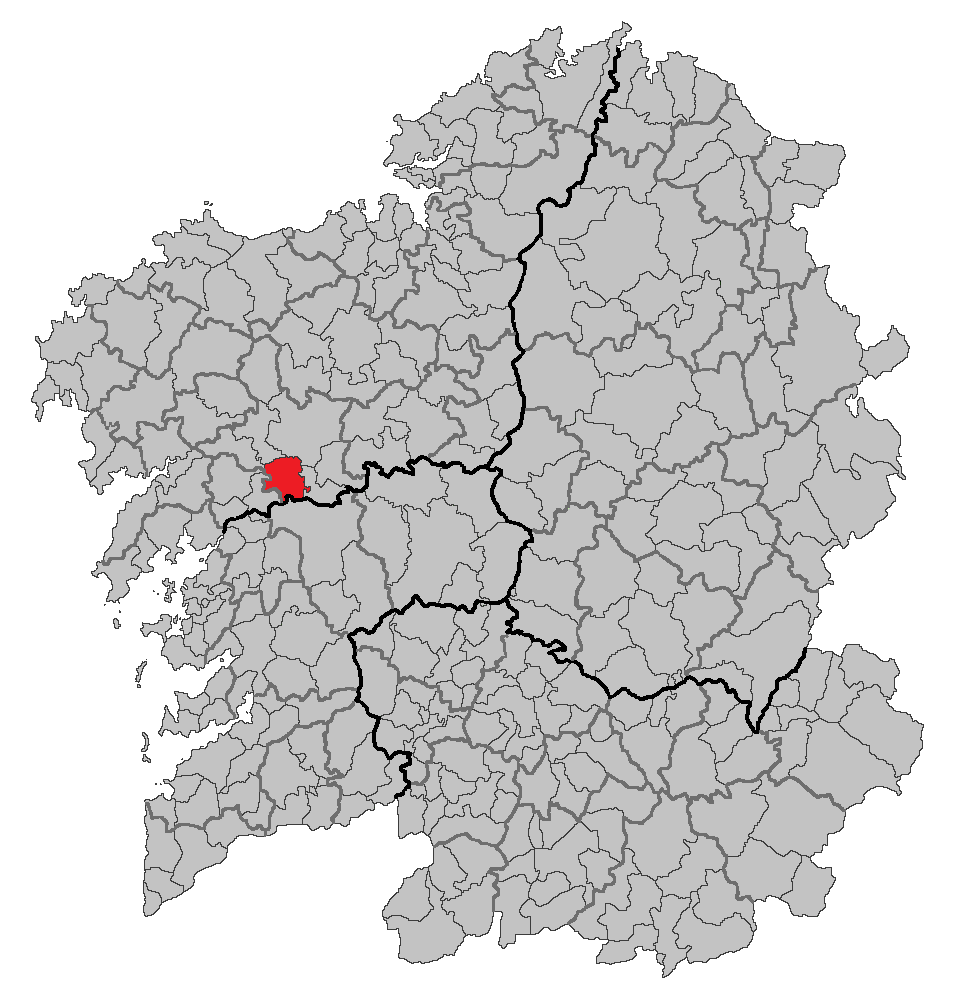
Vị trí của Teo in Galicia.

Teo là một đô thị của Tây Ban Nha ở tỉnh A Coruña trong cộng đồng tự trị của Galicia. Dân số 15476 (Spanish 2001 Census) và diện tích là 79 km².